# قاعده بازی (فیلم ۱۳۸۵)
قاعده بازی فیلمی محصول سال ۱۳۸۵ به کارگردانی و نویسندگی احمدرضا معتمدی است.

## خلاصه داستان
داستان دربارهٔ مردی است که دو زن، یکی از محلات پائین شهر و یک زن نیز در محلات بالا شهر دارد و از هر کدام از این زن‌ها نیز فرزندانی دارد که از وجود یکدیگر بی‌خبر هستند…

## بازیگران
| بازیگر           | نقش‌ها و توضیحات                                                          |
| ---------------- | ------------------------------------------------------------------------ |
| اکبر عبدی        | نارگیل، عاشق فرشته، نوه اسرافیل خان                                      |
| الناز شاکردوست   | فرشته، معشوقه نارگیل، نوه اسرافیل خان                                    |
| سعید پورصمیمی    | اسرافیل خان زرگنده، پدر بزرگ نارگیل، پدر ابوالهول و اقدس و ریحانه و اژدر |
| داریوش ارجمند    | ابوالهول، پسر اسرافیل خان از زن اول                                      |
| جمشید هاشم‌پور    | اقدس مرده، فرزند اسرافیل خان از زن دوم، داداش ریحانه و اژدر              |
| گوهر خیراندیش    | ریحانه، دختر اسرافیل خان از زن دوم، عمه نارگیل                           |
| علیرضا خمسه      | اژدر، پسر اسرافیل خان، داداش ریحانه و اقدس                               |
| هوشنگ حریرچیان   | خواستگار ریحانه                                                          |
| مهران رجبی       | پدر نارگیل، برادر ریحانه و اژدر و اقدس، پسر اسرافیل خان                  |
| انوشیروان ارجمند | میرزا، داماد اسرافیل خان                                                 |
| شهرام قائدی      | پشنگ، پسر میرزا و ملک، خاستگار فرشته                                     |
| مریم سعادت       | صنم، همسر بهادر خان                                                      |
| فریده سپاه‌منصور  | ننه ماهی، مادر بزرگ نارگیل                                               |
| مهتاج نجومی      | ملک، دختر اسرافیل خان                                                    |
| محسن قاضی‌مرادی   | بهادر خان، پسر بزرگ اسرافیل خان از زن اول، برادر ابوالهول                |
| اصغر حیدری       | کارتن خواب/نوچه میرزا و بهادر خان                                        |
| کیومرث ملک‌مطیعی  | مباشر، خدمتکار اسرافیل خان                                               |
| حمید لولایی      | کارآگاه عتیقه                                                            |
| داوود منفرد      | دستیار کارآگاه عتیقه                                                     |
| ژاله صامتی       | مادر نارگیل                                                              |

## جوایز
- کاندیدای جایزه بهترین فیلم (احمدرضا معتمدی) در بخش مسابقه فیلمها
- برنده تندیس بهترین چهره پردازی (مهرداد میرکیانی)
- برنده سیمرغ بلورین بهترین جلوه‌های ویژه (علاءالدین پژمان و محسن روزبهانی) از جشنواره فیلم فجر
- برنده سیمرغ بلورین بهترین صداگذاری (محمدرضا دلپاک)